# Hymn Ukraińskiej SRR
Hymn Ukraińskiej SRR (ukr. Державний гімн Української Радянської Соціалістичної Республіки) – narodowy hymn Ukrainy, gdy ta była republiką w ramach ZSRR, używano go w latach 1949–1991. Muzykę skomponowała grupa kompozytorów, kierowana przez Antona Dmitriewicza Liebiedinca (do grupy wchodzili Walentyn Borysow, Dmytro Klebanow), zaś słowa napisał Pawło Tyczyna. W 1978 druga zwrotka została zmieniona przez Mikołę Bażana, usunięto wówczas zwroty odnoszące się do Józefa Stalina.
Tekst w języku ukraińskim:
Живи, Україно, прекрасна і сильна,

В Радянськім Союзі ти щастя знайшла.

Між рівними рівна, між вільними вільна,

Під сонцем свободи, як цвіт розквіла.
Слава Союзу Радянському, слава!

Слава Вітчизні на віки-віків!

Живи Україно, радянська державо,

В єдиній родині народів-братів!
На завжди у битвах за долю народу

Був другом і братом російський народ,

Нас Ленін повів переможним походом

Під прапором Жовтня до світлих висот.
Слава Союзу Радянському, слава!

Слава Вітчизні на віки-віків!

Живи Україно, радянська державо,

В єдиній родині народів-братів!
Ми славим трудом Батьківщину могутню,

Утверджуєм правду безсмертних ідей.

У світ комунізму – величне майбутнє

Нас Ленінська партія мудро веде.
Слава Союзу Радянському, слава!

Слава Вітчизні на віки-віків!

Живи Україно, радянська державо,

В єдиній родині народів-братів!
Tłumaczenie:

Żyj, Ukraino, piękna i potężna,

W Związku Radzieckim odnalazłaś szczęście.

Wolna pośród wolnych, równa pośród równych,

Pod słońcem swobody rozkwitasz niczym kwiat.
Chwała, Związkowi Radzieckiemu, chwała!

Chwała na wieczność Ojczyźnie!

Żyj, Ukraino, radami silna,

W zjednoczonej ojczyźnie braterskich ludów!
W bitwach o los ludu,

Lud rosyjski był nam zawsze przyjacielem.

Lenin poprowadził nas w zwycięskiej kampanii,

Pod sztandarem Października do blasków sławy.
Chwała, Związkowi Radzieckiemu, chwała!

Chwała na wieczność Ojczyźnie!

Żyj, Ukraino, radami silna,

W zjednoczonej ojczyźnie braterskich ludów!
My pracą sławimy naszą Ojczyznę,

Zapewniamy o prawdzie nieśmiertelnej idei.

Do świtu komunizmu – świetlanej przyszłości –

Mądrze wiedzie nas Partia Lenina.
Chwała, Związkowi Radzieckiemu, chwała!

Chwała na wieczność Ojczyźnie!

Żyj, Ukraino, radami silna,

W zjednoczonej ojczyźnie braterskich ludów!